# Антропоморфы (почвоведение)
Антропоморфы, в почвоведении, наряду с биоморфами, криоморфами и литоморфами — одна из четырёх разновидностей включений в почве, не связанных с почвенными процессами. Включают обломки рукотворных материалов и изделий из них, остатки захоронений и другие предметы, связанные с деятельностью человека

## История исследований
Одним из первых минералогический состав почвы, содержащей включения типа антропоморфов и биоморфов, исследовали в начале XIX века учёные Северной Италии. Профессор Гвидотти (Guidotti) по результатам химического анализа почвы из захоронений в Викофертиле получил следующее соотношение фракций:
- 30 % — вещества животного происхождения,
- 40 % — соли извести (итал. sali calcari),
- 7 % — азотосодержащих (итал. ammoniacali),
- 18 % — илистый песок (итал. sabbia selciosa).

Точное местоположение разработки данного грунта в культурном слое пределах захоронений (итал. cave sepolcrali) Викофертиле, и глубина, с которой Гвидотти взял свой образец, остались неизвестны. В настоящее время Викофертиле — исторический район города Парма, известный с 962 года как Vicoferdulfo; топоним восходит к лат. vicus fertilis, «плодородная земля», и отражает природное плодородие почв аллювиальной Паданской равнины.
Более тщательный и подробный анализ в те же годы дал профессор Мерози (Merosi), исследовавший почву захоронений Реджано (Reggiano). Написанная с его участием глава XIII фундаментального труда «История Скандиано» содержит подзаголовок Terre cimiteriali. Эта глава вводит термин итал. Terre cimiteriali (буквально «кладбищенский грунт») в научный оборот, как самостоятельную категорию почвоведения и археологии. Антропоморфы из terre cimiteriali в этом источнике рассматриваются в разрезе использования самовольных выемок соответствующего грунта для удобрения почв, отмеченных с конца 1700-х годов, и подразделяются на несколько групп, в зависимости от культурных слоёв. В § 142 указывается на жертвоприношения галлов; в § 143 на урновые захоронения в районе Сальватерры и т. д.
Особое значение в истории почвоведения, а также археологии, на ранних этапах которой возникла ложная этимология термина террамар(ы), имеет § 145 цитированного труда, изданного ещё в 1822 году. Здесь авторы по следам уже выявленных неоднозначностей — проводят чёткое различие между terre cimiteriali и мергелями, как двумя принципиально разными типами почв:

Нельзя путать наши terre cimiteriali с простыми мергелями, на которых прежде всего строятся успехи сельского хозяйства Англии.
Мергель представляет собой не что иное, как смесь известняковой, глинистой или песчано-илистой почвы, которая, в соответствии преобладающим в ней веществом, вносится на поля, где недостаёт этих ингредиентов, дабы привести почву к такому составу, который требуют культивируемые на ней растения.
Но terre cimiteriali - настоящее удобрение; и у нас есть много доказательств того, что растительные материалы, угли, пепел, кости; те же вещества животного происхождения, растворённое и смешанные… Поэтому неудивительно, что эти питательные вещества, открытие в наши дни и вносимые в почву, обладают преимуществом как удобрение, стимулирующее вегетацию растений наравне с традиционными удобрениями.
Оригинальный текст (итал.)È duopo non confondere le nostre terre cimiteriali colle semplici marne, delle quali soprattutto l’agricoltura Inglese trae molto profitto.

Le marne altro non sono che una mescolanza di terra calcare, argillosa, o sabbioniccia e selciosa, le quali, secondo la sostanza che in loro predomina, si spargono sui campi i quali scarseggiano d’alcuno di tali ingredienti, onde ridurre il terreno a quella proporzione di parti che riesce la più profittevole alla vegetazione.
Ma le terre cimiteriali sono un vero concime; e molte prove abbiamo che le materie vegetabili, i carboni, le ceneri, le ossa, la sostanza medesima animale, disciolta e mescolata, quasi materia saponacea, colla terrosa, si possono per lungo tempo conservare sotterra, purchè sieno sepolte nel terreno, e chiuse per modo che le pioggie, i venti e gli altri agenti atmosferici no arrivino a scomporle e disperderle interamente.
Onde non è meraviglia che tali sostanze nutritive scoperte o nostri giorni, e condotte a sciogliersi alla superficie del suolo abbiano la virtù di fecondare il terreno, e di promovere la vegetazion delle piante al pari de’comuni giornalieri concimi. 